# Daybreak in Udi
Daybreak in Udi ist ein britischer Dokumentarfilm aus dem Jahr 1949, der bei der Oscarverleihung 1950 den Oscar für den besten Dokumentarfilm erhielt.

## Handlung und Auszeichnungen
Der von der britischen Regierung finanzierte Dokumentarfilm berichtet über den Bau eines Geburtskrankenhauses im Gebiet des Stammes der Udi im heutigen nigerianischen Bundesstaat Enugu mit der Hilfe von britischen Regierungsbeamten. Dabei müssen sich die Förderer des Projektes, zwei fortschrittliche junge Lehrer, gegen den Widerstand innerhalb des eigenen Stammes durchsetzen, da der Bau als Affront gegen die Tradition und Kultur des Ortes gesehen wird. Am Ende gelingt jedoch die Verbindung der Ansichten der Fortschrittlichen und der Traditionalisten.
Der Film wurde nicht nur 1950 mit dem Oscar für den besten Dokumentarfilm ausgezeichnet, sondern gewann auch den British Film Academy Award 1950 als bester Dokumentarfilm. Daneben war er für den United Nations Award der British Film Academy nominiert.
Weite Teile des Films wurden 1953 in eine zweiteilige Dokumentation mit dem Titel Savage World übernommen.